# 군지
군지(軍誌,軍志)는 지금은 전하지 않는 진(秦)나라 시대의 군사 서적으로 알려져있다. 서주(西周) 시대 저술로 여겨지기도한다. 같은 시대의 같은 군사 서적으로 알려진 고대 중국의 전쟁 방법과 경험을 이론적으로 요약한 '군정(軍政)'이 있다. 역시 전하지 않는다.  '통전','좌전', '손자병법', '오자' 및 기타 고서(古書)에서 '군지'나 '군정'을 인용한 대목을 찾아볼 수 있다. 고대 도서에서 인용된 '군정'과'군지'는 모두 '(지난이퇴)知難而退'라는 내용의 문장을 가지고 있기 때문에 그 단어의 같은 쓰임에서 '군정'과'군지'가 같은 책일수있다고 생각하는 학자들도 있다. 한편 만약 '군정'이나 '군지'로 거론된바가 특정 군사서적이나 병서를 가리키는 경우를 감안한다면  '군정'이나 '군지'는 임의의 군사서적이나 병서를 지칭하는데 사용된 지시대명사 용도일 수도 있다.

## 군지와 군정의 인용
- 《軍政》曰：「言不相聞，故為金鼓；視不相見，故為旌旗。」夫金鼓旌旗者，所以一民之耳目也。民既專一，則勇者不得獨進，怯者不得獨退，此用衆之法也。故夜戰多金鼓，晝戰多旌旗，所以變人之耳目也。(손자병법 第七篇 軍爭)

'군정(軍政)' 왈, '말해도 서로 들리지 않는다 고로 금고(金鼓)를 만든다. 보아도 서로 보이지 않는다 고로 정기(旌旗)를 만든다.' 대저 금고정기(金鼓旌旗)는 사람들의 이목을 하나로 하여 일사불란하게 움직이게한다. 군대가 이미 하나로 움직이면 용감한자도 단독으로 나서지 못하고 겁있는자도 홀로 물러나지 못한다. 이것이 무리를 쓰는 방법이다. 고로 밤에는 금고가 많이 쓰이고 낮에는 정기가 많이 쓰인다. 사람들의 이목이 변함에 응하는 바이다.
- 軍誌曰：軍之所承於君者，師之可戰，君曰無戰，必戰可也。師不可戰，君曰戰之，無戰可也。故進不求其名，退不避其罪，本乎社稷之衛也。或以聽君主之制為律，豈足是哉。愼諸，其在授人以律乎。(자하역전　周易上經乾傳苐一卷 坎下坤上)

군지왈, 군사의 소임은 임금에게서 명령을 받드는 것이다. 장수는 이로써 전쟁을 지휘할 수 있다. (이후에는) 임금이 전쟁을 하지 말라고하여도 (전쟁이 부득이한 경우) 전쟁을 할 수 있다. 장수는 임금이 전쟁을 하라고 하여도 (부득이한 경우) 전쟁을 하지 않을수있다. 이런까닭에 (전장에) 나아감에 그 명예를 구하지 않고 물러남에 그 죄를 피하지 않는 것이다. 오직 백성과 국가의 존망을 위하기 때문이다. 혹여 임금의 통제가 규율로써 명하여도 모두 이것으로 족하지 않겠는가?  이것을 잘 살필려고 규율로써 인명을 받아둔것이다.
| 임금의 명을 받은 장수는 병사의 생명과 국가의 존망과 백성의 안위를 맡은 소임이므로 전쟁의 상황에 따라서 임금의 명에 반할 수 있다는 내용과 임금의 명을 따르지 않을때에 받게되는 죄에 대해 역시 국가와 백성을 위해 목숨까지 감수해야하는 막중한 책임이 따른다는 동일한 문장구조를 보여주는 예 |
| 故戰道必勝，主曰無戰，必戰可也；戰道不勝，主曰必戰，無戰可也。是故進不求名，退不避罪，唯民是保，而利合於主，國之寶也。(손자병법 第十篇 地形) 고로 전쟁이 반드시 승리하는 바이면 왕이 싸우지 말라고 하여도 반드시 싸울수있어야한다. 전쟁이 반드시 패하는 바이면 왕이 반드시 싸우라고 하여도 싸우지 않을수있어야한다. 고로 진격함에 명예를 구하지 않고 후퇴함에 죄를 피하지 않는다. 오직 백성과 병사들을 보호하는 것이 왕에게 적합한 이로운바인것이다. 이것이 나라의 보배이다. |
| 軍誌曰：軍之所承於君者，師之可戰，君曰無戰，必戰可也。師不可戰，君曰戰之，無戰可也。故進不求其名，退不避其罪，本乎社稷之衛也。或以聽君主之制為律，豈足是哉。愼諸，其在授人以律乎。(자하역전 周易上經乾傳苐一卷 坎下坤上) 군지왈, 군사의 소임은 임금에게서 명령을 받드는 것이다. 장수는 이로써 전쟁을 지휘할 수 있다. (이후에는) 임금이 전쟁을 하지 말라고하여도 (전쟁이 부득이한 경우) 전쟁을 할 수 있다. 장수는 임금이 전쟁을 하라고 하여도 (부득이한 경우) 전쟁을 하지 않을수있다. 이런까닭에 (전장에) 나아감에 그 명예를 구하지 않고 물러남에 그 죄를 피하지 않는 것이다. 오직 백성과 국가의 존망을 위하기 때문이다. 혹여 임금의 통제가 규율로써 명하여도 모두 이것으로 족하지 않겠는가? 이것을 잘 살필려고 규율로써 인명을 받아둔것이다. |

## 같이 보기
- 무경칠서